# Mediterráneo (cançó)

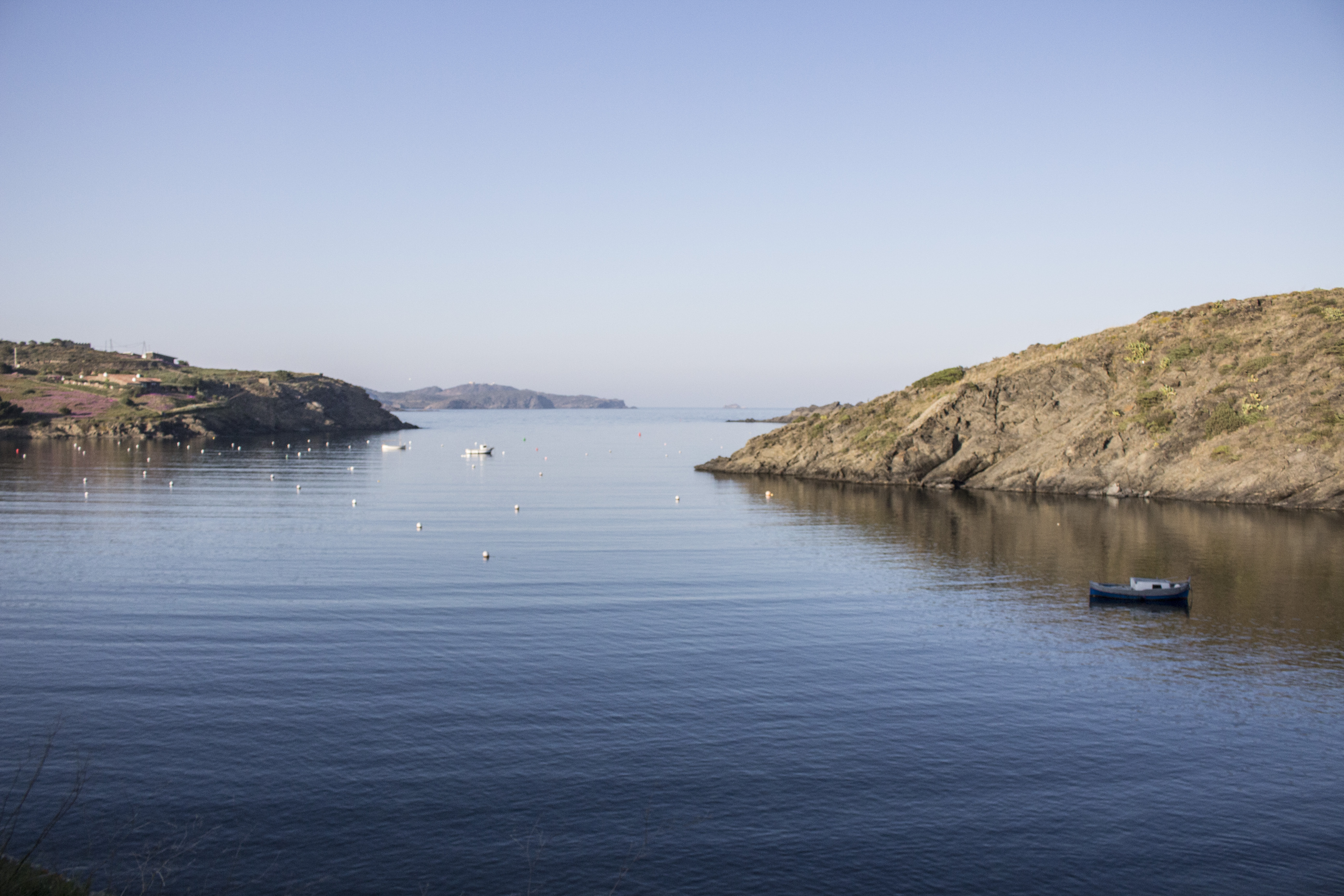
Imatge del Mar Mediterrani a Portlligat amb el Cap de Creus al fons.

«Mediterráneo» és una cançó del cantautor Joan Manuel Serrat, tema inclòs en el seu disc Mediterráneo editat el 1971 per la companyia discogràfica Zafiro/Novola. El 2004 va ser triada per votació popular com la millor cançó de la història de la música popular espanyola, en un programa Nuestra mejor canción de Televisió Espanyola. Va ser també escollida la millor cançó del pop espanyol per la revista Rolling Stone el 2010.